# The Harbourfront Landmark
Il The Harbourfront Landmark (in cinese: 海 名 軒; in Cantonese Yale: Hói mìhng hīn) è un grattacielo situato a Hong Kong. 
Utilizzato a scopo residenziale con 324 unità abitative, è composto di 70 piani ed è alto 232,6 metri. Completato nel 2001, si trova a Hung Hom Bay, nella penisola occidentale di Kowloon.